# Theodorus Josephus van Halen
Theodorus Josephus van Halen, auch Theodor Joseph van Halen (* 28. August 1803 in Venlo; † 27. März 1860 in Roermond) war ein niederländischer Mediziner und praktischer Arzt in Roermond.

## Leben
Theodorus Josephus van Halen studierte Medizin, promovierte 1830 mit seiner Dissertation De glandulis conglomeratis an der Universität Lüttich und wirkte anschließend als praktischer Arzt im noch bis 1839 zu Belgien gehörenden Roermond. 
Am 3. August 1837 wurde Theodor Joseph van Halen unter der Präsidentschaft des Mediziners Christian Gottfried Daniel Nees von Esenbeck mit dem akademischen Beinamen van Swieten unter der Matrikel-Nr. 1432 als Mitglied in die Kaiserliche Leopoldino-Carolinische Akademie der Naturforscher aufgenommen.

## Schriften
- Dissertatio inauguralis anatomico-physiologica de glandulis conglomeratis. Jeunehomme, Leodii 1830